# Regiebetrieb (Eisenbahn)
Der Regiebetrieb war der Betrieb der Eisenbahnen durch das Militär in den französisch besetzten Gebieten an Rhein und Ruhr während und kurz nach der Ruhrbesetzung 1923 und 1924.

## Ursachen des Regiebetriebes
Infolge der Ruhrbesetzung ab dem 11. Januar 1923 rief die deutsche Regierung zum passiven Widerstand auf. Unter den mehr als 130.000 Deutschen, die dem Aufruf folgten und daraufhin von der französisch-belgischen Besatzung ausgewiesen wurden, waren viele Eisenbahner. Um unter diesen Umständen die Abfuhr der Reparationsgüter sicherzustellen, übernahmen das französische und belgische Militär den Bahnbetrieb in den besetzten Gebieten in eigener Regie unter der Bezeichnung Régie des Chemins de fer des Territoires occupés.

## Auswirkungen
Viele Militäreisenbahner waren mit den deutschen Betriebsvorschriften und Sicherheitseinrichtungen nicht vertraut, so dass diese vielerorts nicht bedient oder außer Betrieb gesetzt wurden und die Züge auf Sicht verkehrten. Dies führte zu einer Vielzahl von Zusammenstößen und anderen Unfällen. Diese wurden auf deutscher Seite durch Presseberichte propagandistisch ausgeschlachtet und man appellierte an die Bevölkerung, die Regiebahn nicht zu benutzen – einerseits weil es gefährlich sei, andererseits wurde es als patriotische Pflicht dargestellt, die Regiebahn zu boykottieren, nicht zuletzt weil deutsche Eisenbahner, die sich weigerten den Anweisungen der französischen Besatzung Folge zu leisten, aus dem besetzten Gebiet ausgewiesen wurden.
Auch Attentate erschwerten den Regiebetrieb. Meist kam es dabei nur zu Sachschäden.

### Unfälle
- 8. Februar 1923 – Eisenbahnunfall von Kettwig
- 8.(?) Februar 1923 – Kollision eines französischen Militärzugs mit einem Kohlezug zwischen Herne und Wanne[1]
- 15. Februar 1923 – Entgleisung eines Militärzuges zwischen Aachen und Düren
- 15. Februar 1923 – Zusammenstoß eines Militärzuges mit einem Kohlenzug bei Krefeld
- 15. Februar 1923 – Zusammenstoß eines Lokzuges aus fünf Lokomotiven mit einem Militärzug in Bochum-Dahlhausen, 2 Tote und 11 Verletzte[1]
- 17. Februar 1923 – Friedrichssegen, Zusammenstoß zweier Güterzüge mit Personenbeförderung
- 18. Februar 1923 – Bochum-Dahlhausen: Zusammenstoß zweier von französischem Militär gefahrener Züge, weil einer auf dem falschen Gleis fuhr. Fünf Menschen sterben, zehn werden darüber hinaus verletzt.[1]
- 18. Februar 1923 – Unfall in Brühl[1]
- 18. Februar 1923 – Unfall zwischen Herne und Recklinghausen[1]
- 19. Februar 1923 – Unfall in Gelsenkirchen-Buer[1]
- 20. Februar 1923 – Unfall in Bochum-Dahlhausen[1]
- 21. Februar 1923 – Weiterer Unfall in Bochum-Dahlhausen[1]
- 24. Februar 1923 – Unfall in Königsbach[1]
- 16. März 1923 – Zwei vom französischen Militär geführte Züge stoßen in Friedrichssegen zusammen. Ein weiterer Unfall gleicher Art wird zwischen den benachbarten Bahnhöfen Niederlahnstein und Oberlahnstein gemeldet. Da die Angaben zu den Unfällen nicht sehr genau sind, kann es sich auch um denselben Unfall gehandelt haben.[1]
- 16. März 1923 – Unfall in Hohenbudberg[1]
- 17. März 1923 – Zusammenstoß eines Militärzuges mit einer Lok in Friemersheim[2]
- 9. Mai 1923 – Eisenbahnunfall von Sankt Goar
- 20. Mai 1923 – Eine Lokomotive fährt zwischen Kierberg und Liblar auf einen französischen Militärzug auf.[3]
- 20. Mai 1923 – Zusammenstoß zweier Züge in Oberhausen West[3]
- 23. Mai 1923 – Unfall in Koblenz-Schützenhof, von den französischen Besatzungstruppen allerdings als Sabotage eingestuft.[3]
- 19. Juni 1923 – Auffahrunfall eines mit Koks beladenen Güterzugs auf einen Bauzug zwischen Wanne und Herne. Fünf Wagen wurden stark beschädigt.[4]
- 19. Juni 1923 – Rangierunfall im Ortsteil Herne-Crange. Zwei französische Staatsbürger kommen ums Leben.[4]
- 19. Juni 1923 – Kollision zweier Rangiereinheiten in Wanne-Eickel Hauptbahnhof[4]
- 20. Juni 1923 – Entgleisung von einer Lokomotive und acht Wagen in Wanne[4]
- 13. Juli 1923 – 80 Güterwagen entlaufen in Bochum in einem Gefälle, entgleisen und enden in Bochum Nord als Trümmerhaufen.[5]
- 25. Juli 1923 – Im Bahnhof Süden der Friedrich Krupp AG in Essen verunfallt ein Zug der Regiebahn. Die Lokomotive und mehrere Wagen werden beschädigt.[5]
- 30. Juli 1923 – Im Rangierbahnhof Kaiserslautern überfährt ein Güterzug einen Prellbock. Ein Eisenbahner stirbt, zwei weitere werden verletzt. 16 Wagen werden zum Teil schwer beschädigt.[5]
- 2. November 1923 – Frontalzusammenstoß zweier Güterzüge im Güterbahnhof Bad Godesberg. Ein Todesopfer, mehrere Verletzte.[5]
- 21. Januar 1924 – In Darmstadt fährt ein Zug in die Flanke eines zweiten Zuges. 28 Menschen werden verletzt.[5]
- 11. August 1924 – Frontalzusammenstoß an der Schwanenkampbrücke in Essen[5]
- 14. Oktober 1924 – Bei einem Unfall in Essen sterben sechs Streckenarbeiter.[5]
- 24. Oktober 1924 – Eisenbahnunfall von Mainz

Die Verkehrsleistungen nahmen während des Regiebetriebs enorm ab. Im Jahr 1924 wurden nur noch 41,4 Millionen Zugkilometer erreicht gegenüber 519,2 Millionen Zugkilometer im Jahr 1922.

Autochromes von Frédéric Gadmer aus dem musée départemental Albert-Kahn
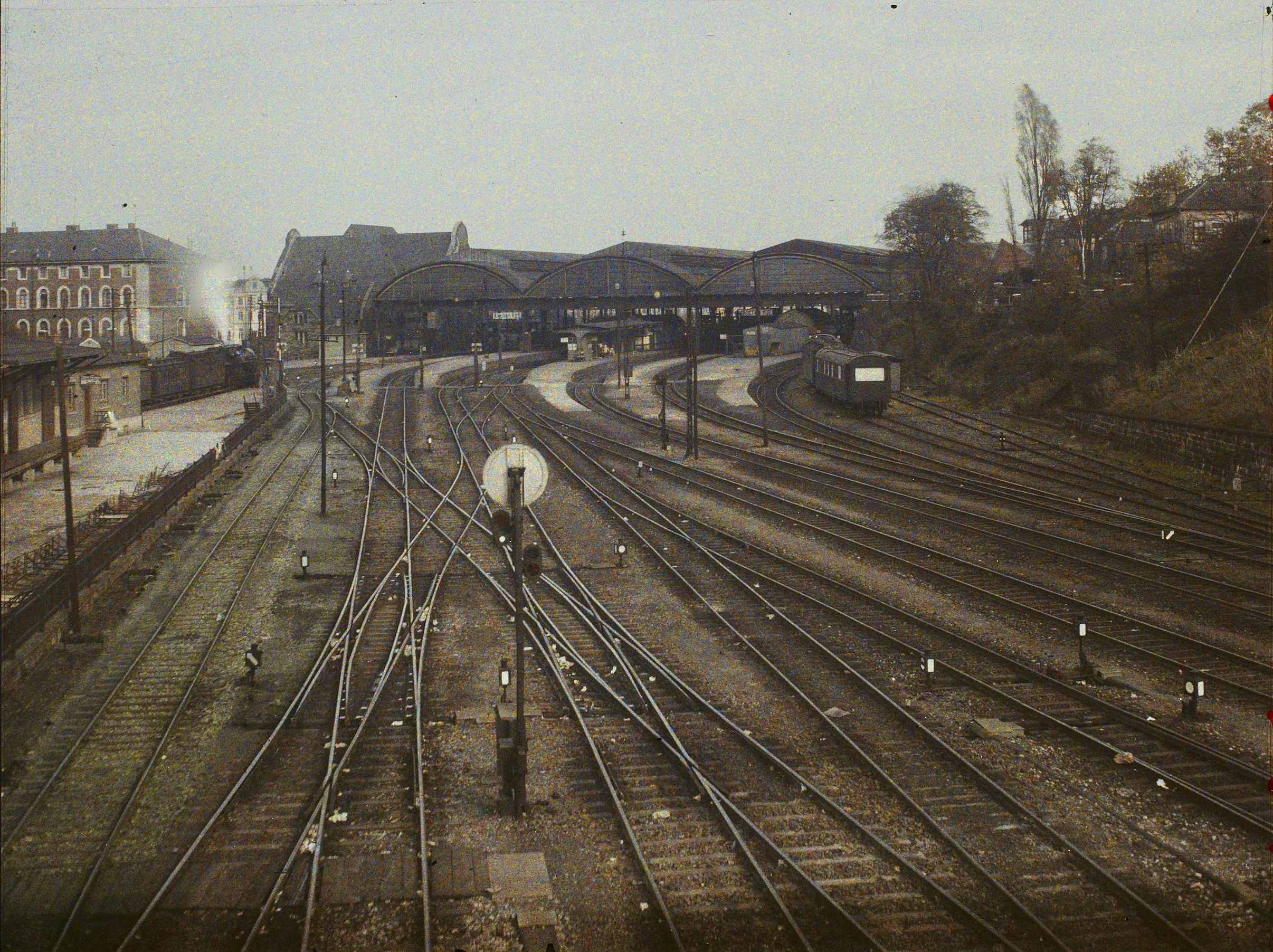
Aachen Hbf im Oktober 1923
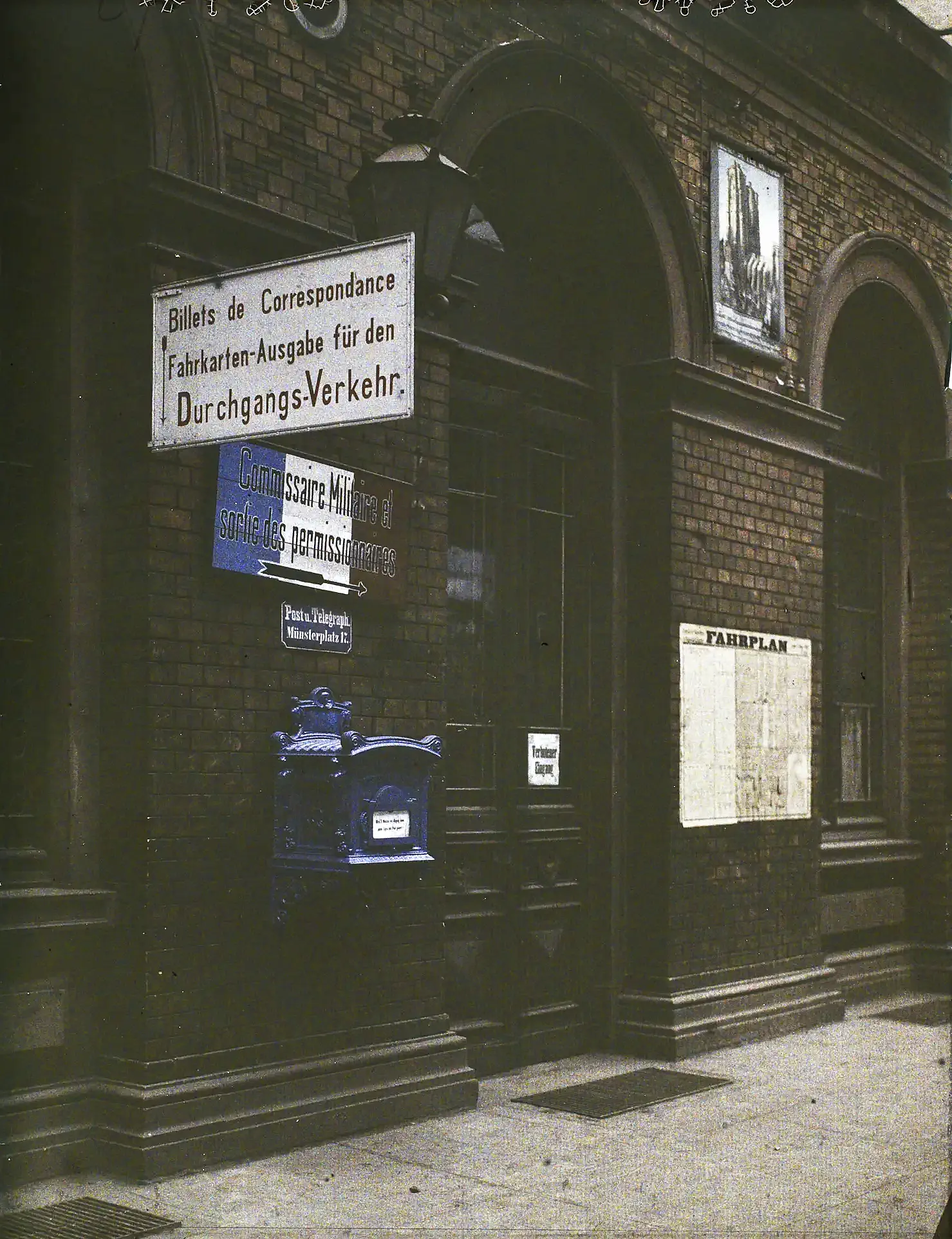
Zweisprachige Schilder in Bahnhöfen wie Bonn 1924.
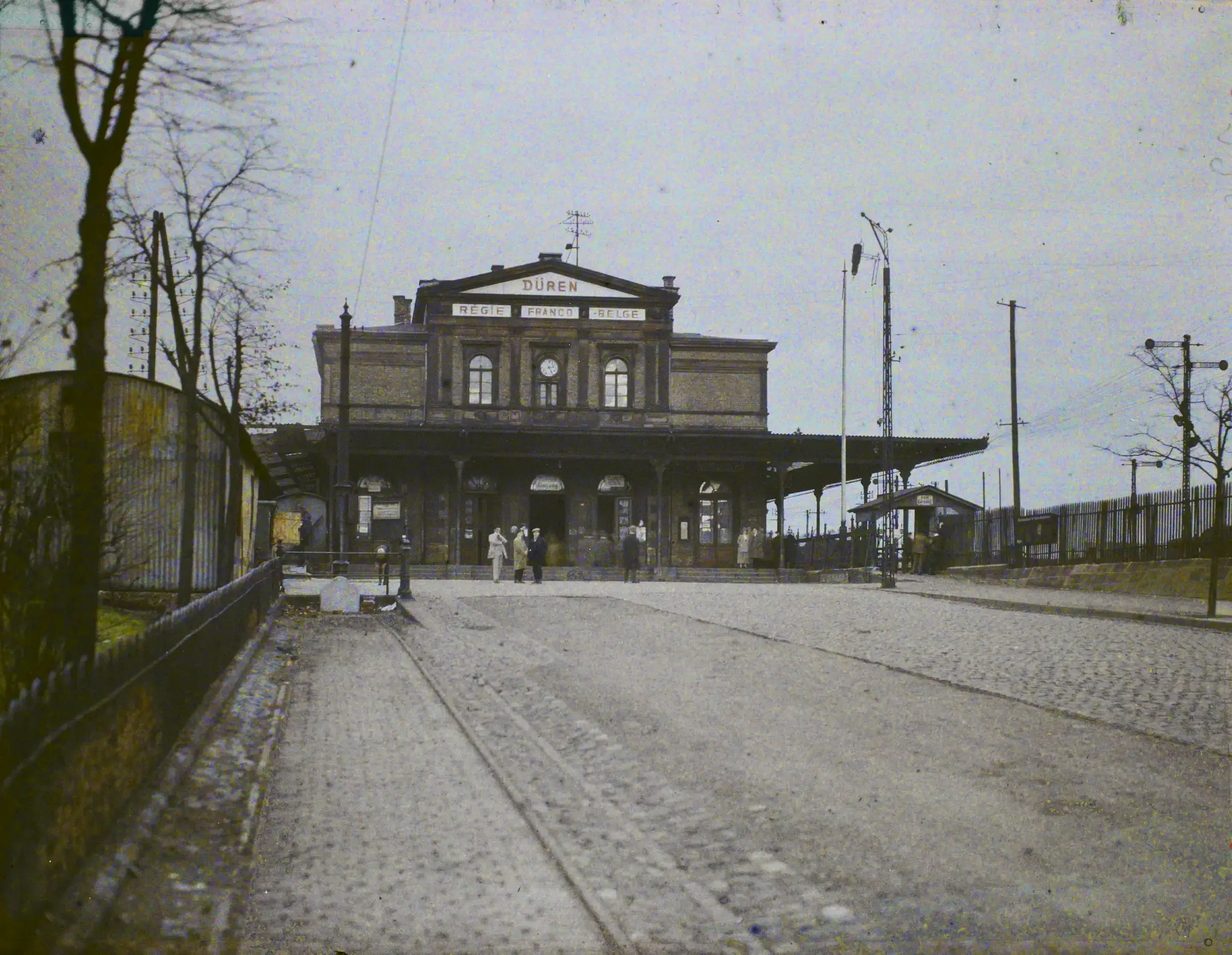
Die Schrift war meist in roter Farbe angebracht. Düren 1923
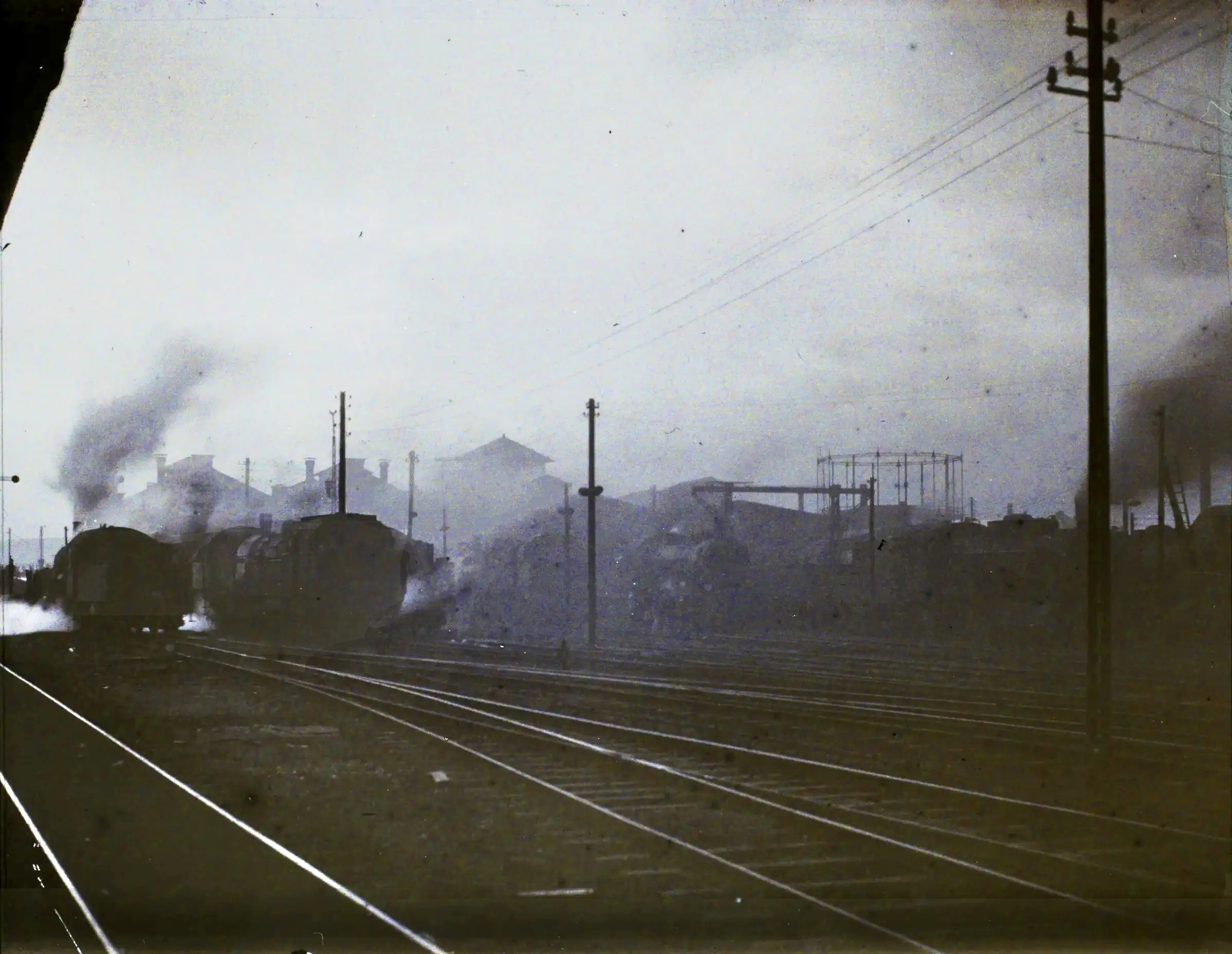
Lokomotiven unter Dampf in Düren 1923
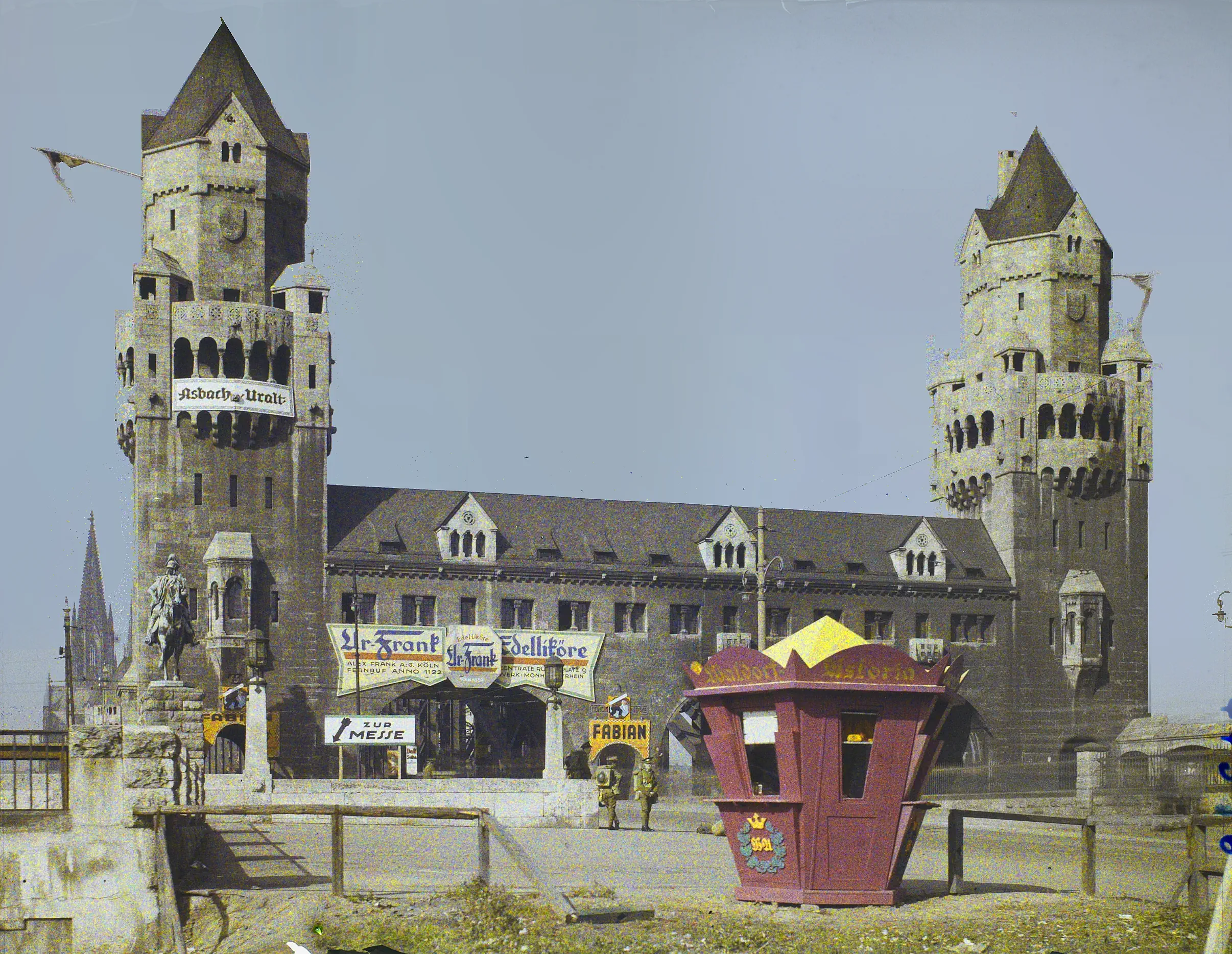
Hohenzollernbrücke zur Herbstmesse 1924 in Köln
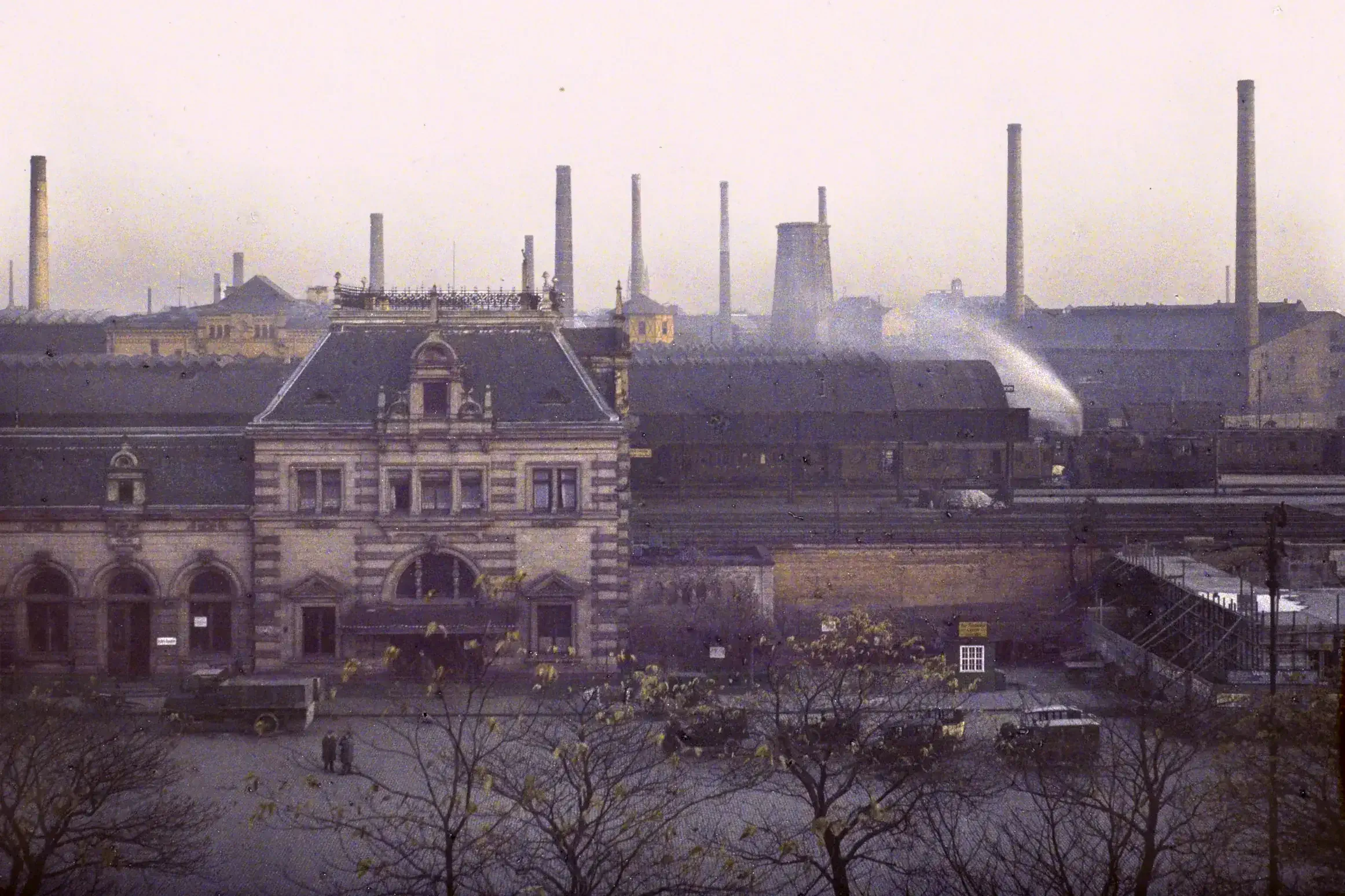
Düsseldorf Hbf im Oktober 1923
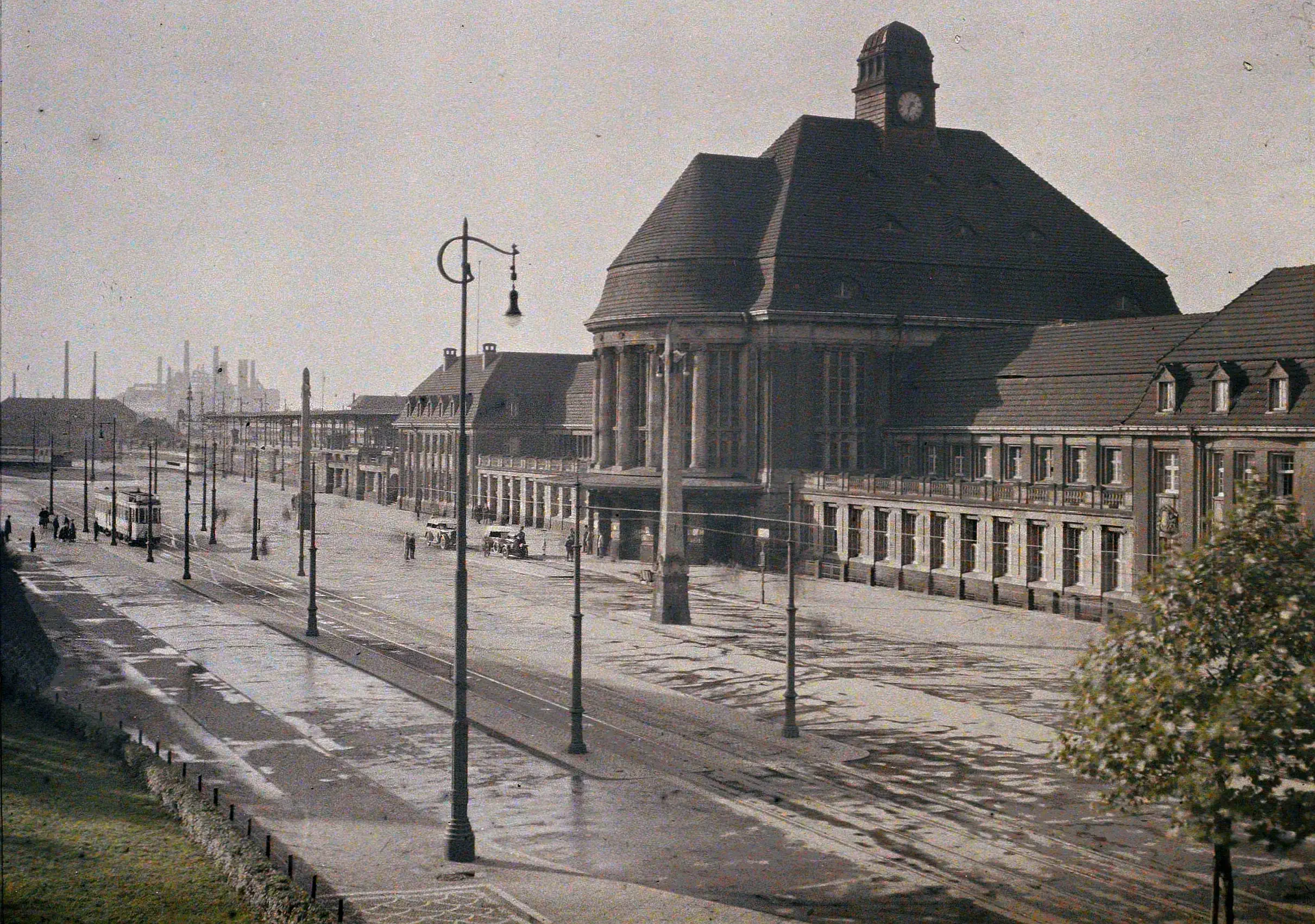
Dortmund Hbf im Oktober 1923
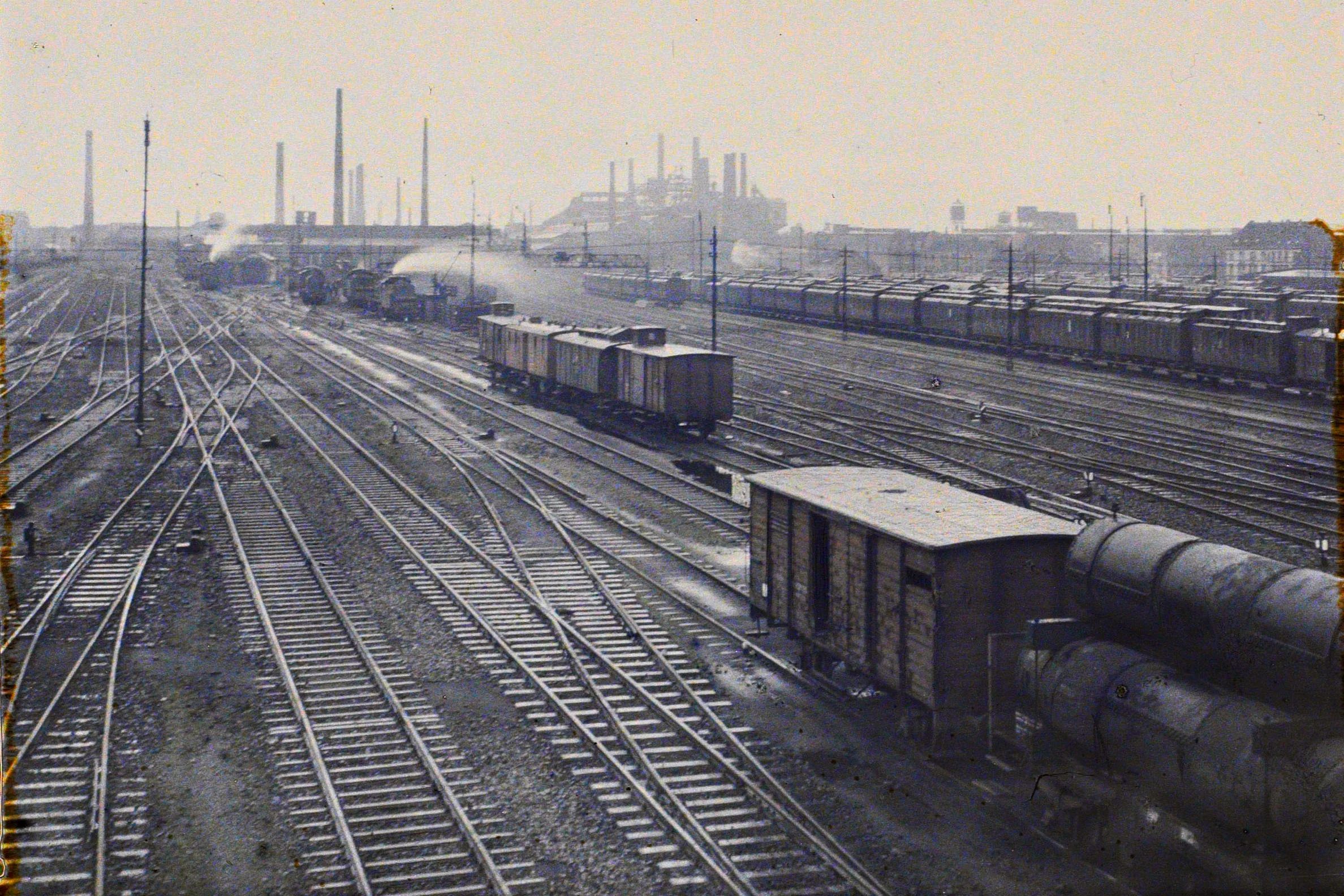
Dortmund Hbf im Oktober 1923 von der Signalbrücke am Reiterstellerk
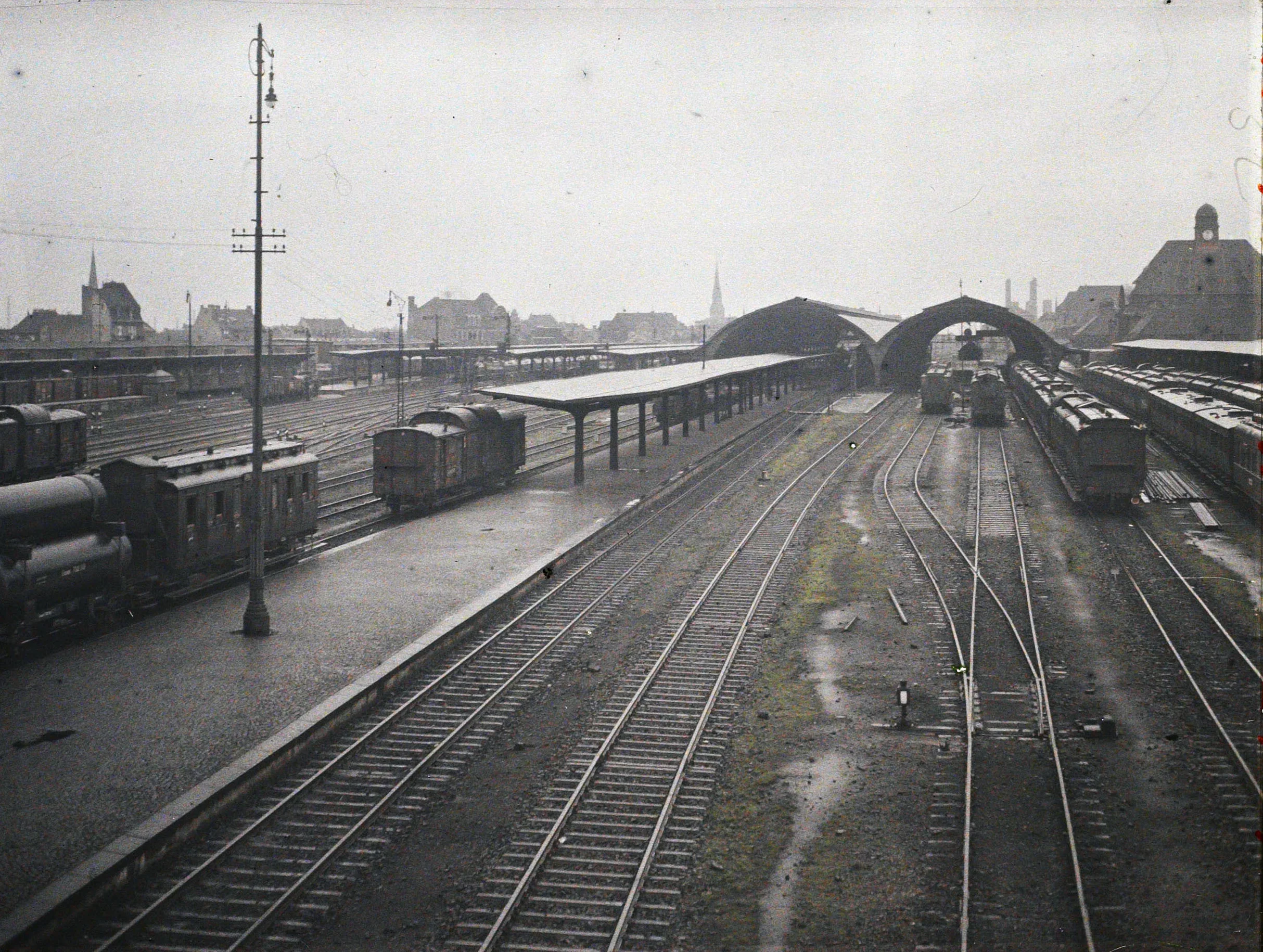
Dortmund Hbf im Oktober 1923 von der Signalbrücke am Reiterstellerk
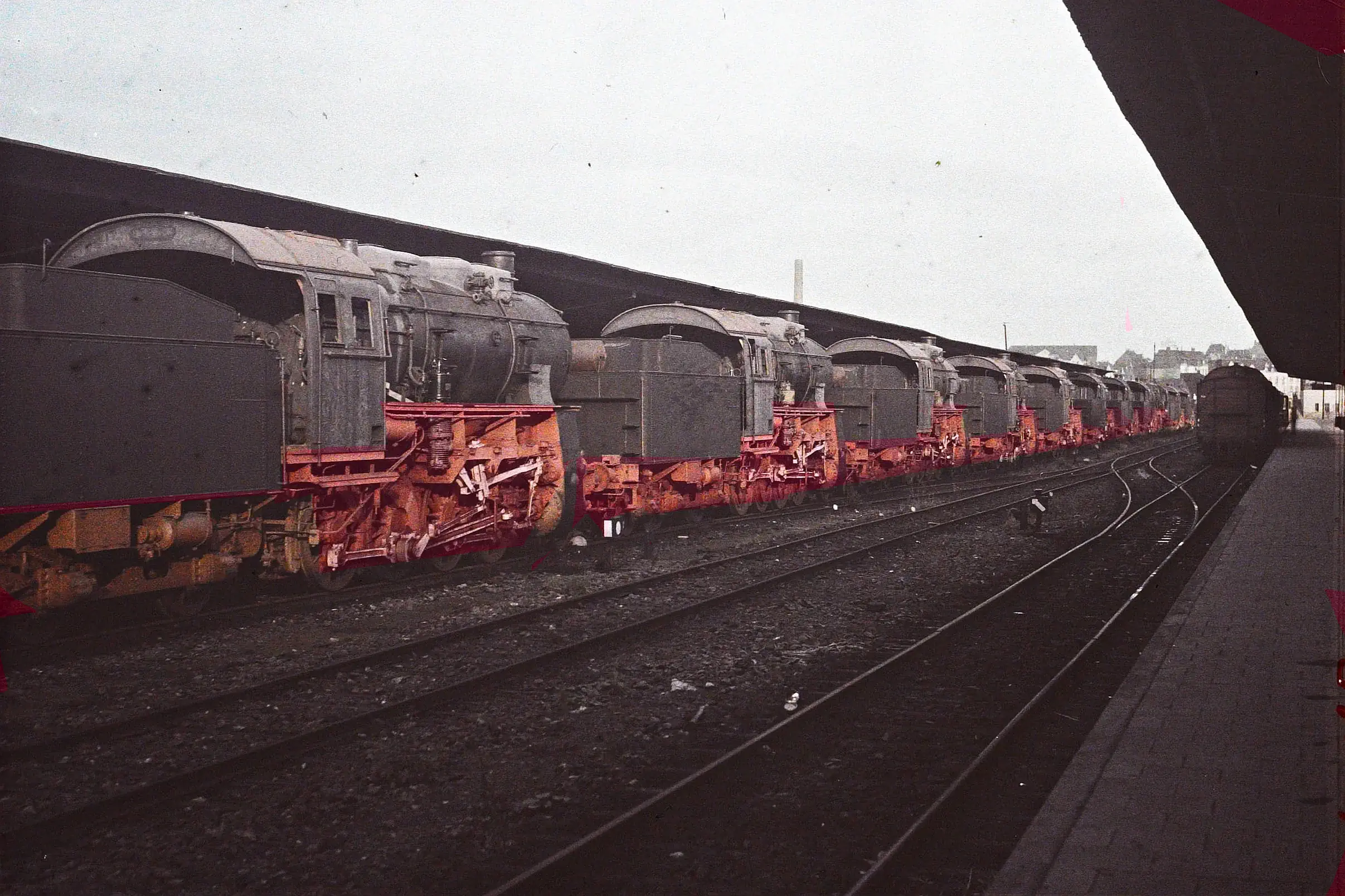
Essen Hbf mit kalten Lokomotiven der Preußischen Gattung G 8.2
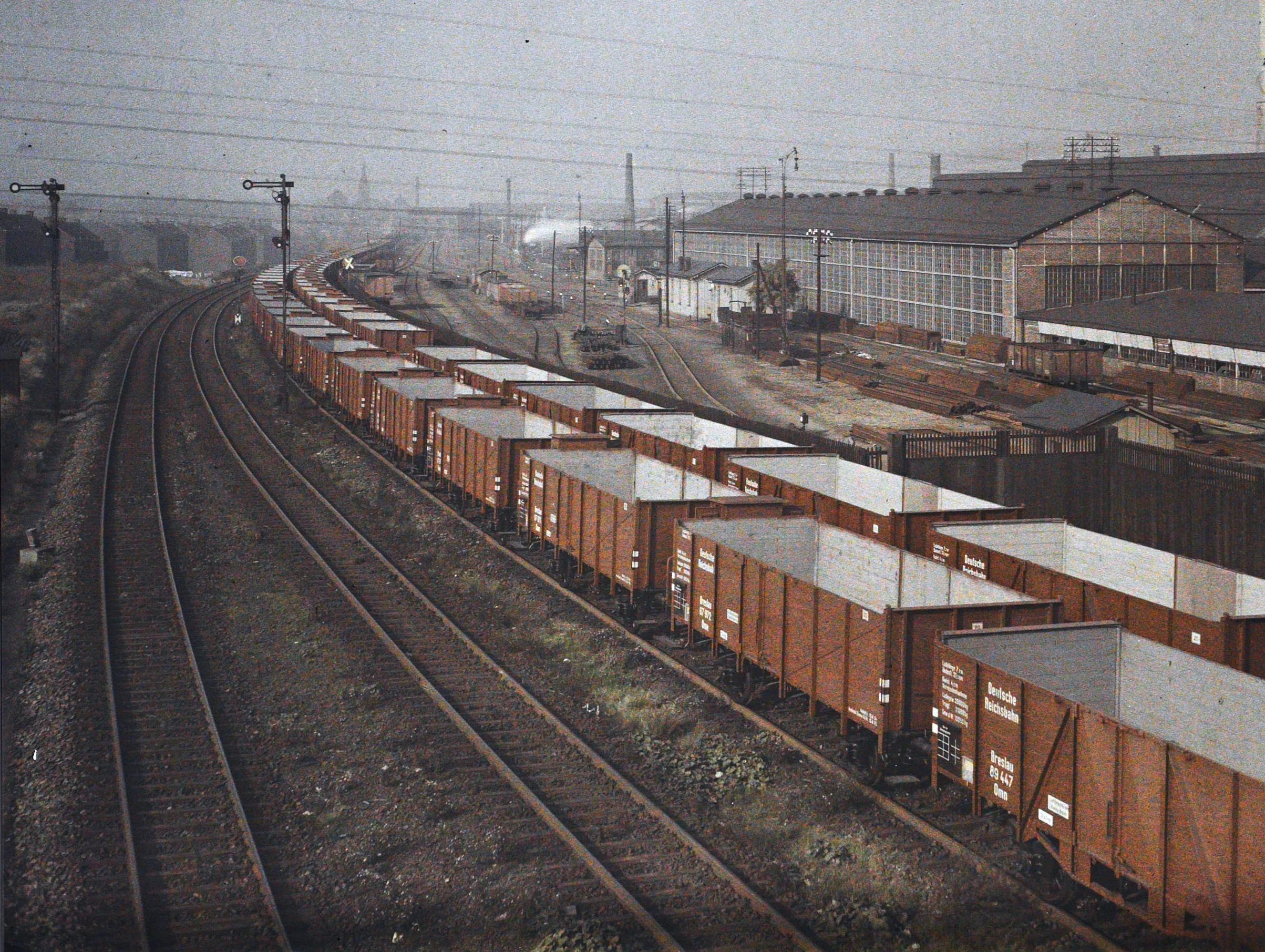
Essen im Oktober 1923. Fabrikneue offene Güterwagen.
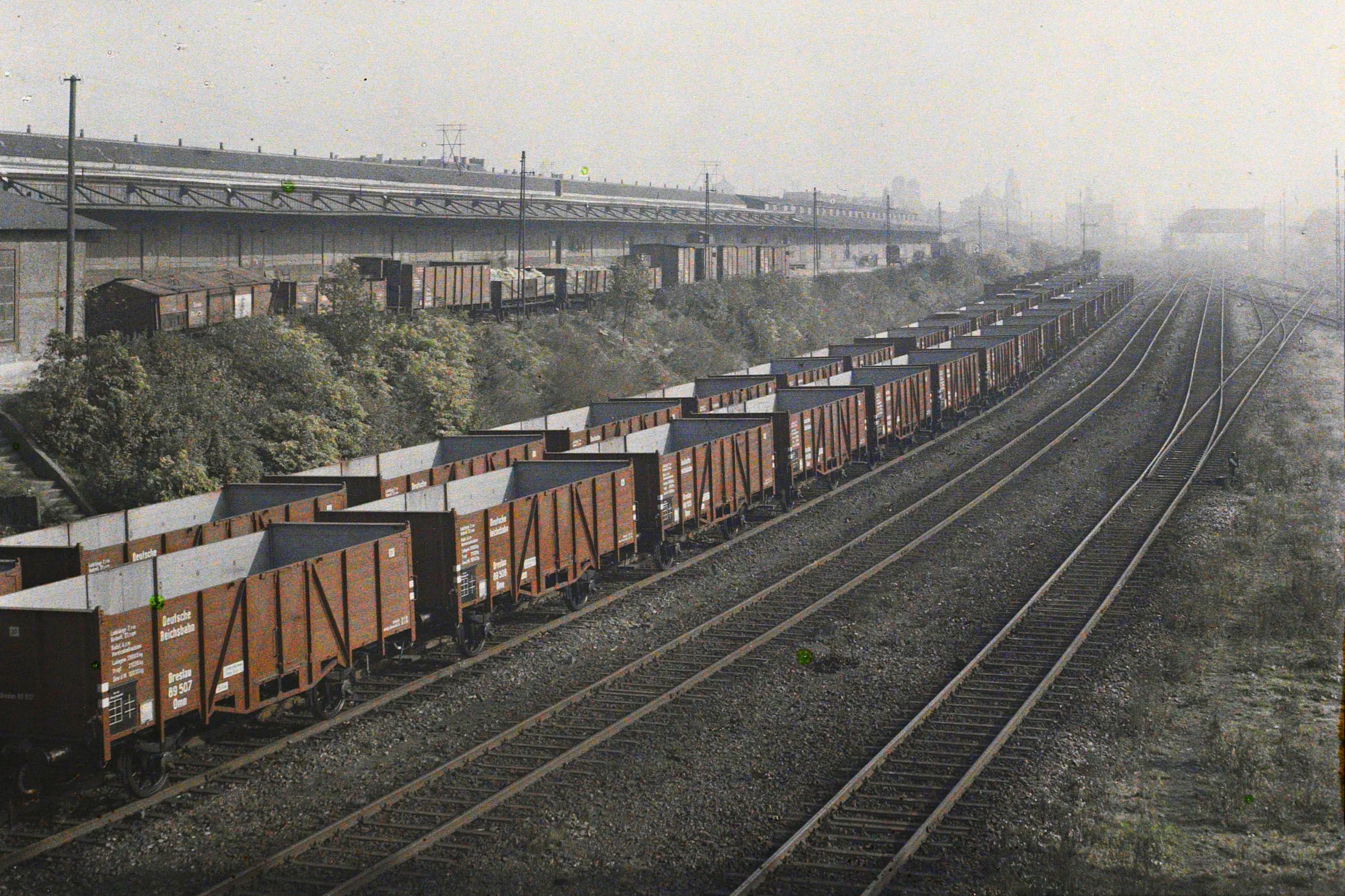
Essen im Oktober 1923. Fabrikneue offene Güterwagen.

## Ende des Regiebetriebes und Bilanz
Der Regiebetrieb wurde auch nach Beendigung des Ruhrkampfes weitergeführt. Mit dem Inkrafttreten des Dawes-Plans am 1. September 1924 entfiel der Grund für den Regiebetrieb, und am 15. November 1924 wurden die Eisenbahnen wieder an die Deutsche Reichsbahn-Gesellschaft übergeben. Während des Regiebetriebes wurden 23 Lokomotiven und über 3.000 Wagen zerstört. Durch den Regiebetrieb entstand der Reichsbahn durch Sachschäden und Einnahmeausfälle ein Verlust von 2,64 Mrd. Goldmark.